# Шттл
Шттл (їдиш : שטטל, фр. Shttl) — українсько-французька військова драма 2022 року, сценарист і режисер Аді Волтер, у головних ролях — Моше Лобель і Сол Рубінек. Фільм розповідає про життя єврейського містечка напередодні операції «Барбаросса». Його знімали в Україні за пів року до російського вторгнення у 2022 році.
Прем'єра фільму «Шттл» відбулася на Лондонському кінофестивалі 2022 року і через тиждень отримала приз глядацьких симпатій на Римському кінофестивалі.
Відсутня буква «е» в назві (зазвичай пишеться як «штетл») є посиланням на роман Жоржа Перека La disparition 1969 року, який не містить літеру. Як казав сам режисер, відсутність літери символізує порожнечу, залишену після Голокосту; батько Перека загинув на війні, а мати була вбита в Аушвіці.
8 вересня 2023 року було оголошено, що «Шттл» входить до короткого списку, який представлятиме Україну на 96-й церемонії вручення премії «Оскар».

## Сюжет
Менделе, якій мріє стати режисером, покинув свою хасидську громаду та пішов служити у Червоній армії. 21 червня 1941 року разом зі своїм найкращим українським другом Дем'яном повертається до свого містечка в Західній Україні. Вони планують втекти з дочкою рабина, Юною. Однак та вже має намір вийти заміж за Фолі, ревного хасида, який сподівається стати наступним рабином та лідером штетла.
Радянський Союз уже проник у штетл, індоктринуючи громаду радянською пропагандою та погрожуючи єврейському способу життя. Конфлікт сучасних ідеологій розпалюється присутністю Менделя, який розмовляє зі старими друзями та втручається в місцеві справи.
Тим часом на кордоні з Польщею нацистська Німеччина готується до свого неминучого вторгнення в Радянський Союз.

## У ролях
| Актор               | Роль            |
| ------------------- | --------------- |
| Моше Лобель         | Менделе         |
| Сол Рубінек         | Ребе Вайцензанг |
| Анісія Стасевич     | Юна             |
| Петро Ніньовський   | Дем'ян          |
| Антуан Міллє        | Фолі            |
| Даніель Кенінгсберг | Шлойме          |
| Емілі Карпель       | Бейлке          |
| Ілай Розен          | філософ Зіше    |